# Вуэльта Испании 1975
Вуэльта Испании 1975 — шоссейный гранд-тур по дорогам Испании. Гонка прошла с 22 апреля по 11 мая 1975 года в рамках Супер Престиж Перно 1975. Победителем стал испанский велогонщик Агустин Тамамес.

## Участники
В гонке участвовали 9 команд, по 10 человек в каждой.
| Профессиональные велокоманды (9)- Alsaver-Jeunet-de Gribaldy - S.L. Benfica - Coelima - Frisol-G.B.C. - IJsboerke-Colner - Kas-Kaskol - Magniflex - Monteverde-Sanson - Super Ser |
| |

Основными фаворитами гонки считались Луис Оканья, Хосе Мануэль Фуэнте и Агустин Тамамес которые должны были побороться за победу.

## Маршрут
Гонка стартовала пролога длиной 4,4 км в Фуэнхироле, а финишировала в Сан-Себастьяне. Общая протяжённость маршрута составила более 3100 км.
| Этап   | Дата   | Маршрут                         | type                    | Длина (км) | Победитель        | Лидер генеральной классификации |
| ------ | ------ | ------------------------------- | ----------------------- | ---------- | ----------------- | ------------------------------- |
| Пролог | 22 апр | Фуэнхирола – Фуэнхирола         | пролог                  | 4,4        | Роже Свертс       | Роже Свертс                     |
| 1      | 23 апр | Марбелья – Марбелья             | холмистый               | 78         | Вильфрид Весемель | Роже Свертс                     |
| 2      | 24 апр | Малага – Гранада                | холмистый               | 143        | Мигель Мария Ласа | Мигель Мария Ласа               |
| 3      | 25 апр | Гранада – Гранада               | холмистый               | 179        | Агустин Тамамес   | Мигель Мария Ласа               |
| 4      | 26 апр | Альмерия – Агилас               | холмистый               | 178        | Марино Бассо      | Мигель Мария Ласа               |
| 5      | 27 апр | Агилас – Мурсия                 | холмистый               | 176        | Люк Леман         | Мигель Мария Ласа               |
| 6      | 28 апр | Мурсия – Бенидорм               | холмистый               | 217        | Марино Бассо      | Мигель Мария Ласа               |
| 7      | 29 апр | Бенидорм – Бенидорм             | индивидуальная разделка | 8,3        | Мигель Мария Ласа | Мигель Мария Ласа               |
| 8      | 30 апр | Бенидорм – Ла-Побла-де-Фарнальс | холмистый               | 217        | Марино Бассо      | Мигель Мария Ласа               |
| 9      | 1 май  | Ла-Побла-де-Фарнальс – Винарос  | холмистый               | 157        | Марино Бассо      | Мигель Мария Ласа               |
| 10     | 2 май  | Винарос – Камбрильс             | холмистый               | 173        | Марино Бассо      | Мигель Мария Ласа               |
| 11a    | 3 май  | Камбрильс – Барселона           | холмистый               | 151        | Антонио Менендес  | Мигель Мария Ласа               |
| 11b    | 3 май  | Барселона – Барселона           | индивидуальная разделка | 30,3       | Марино Бассо      | Мигель Мария Ласа               |
| 12     | 4 май  | Пальма – Пальма                 | холмистый               | 181        | Агустин Тамамес   | Мигель Мария Ласа               |
| 13     | 5 май  | Барселона – Тремп               | холмистый               | 189        | Доминго Перурена  | Доминго Перурена                |
| 14     | 6 май  | Тремп – Formigal                | среднегорный            | 233        | Агустин Тамамес   | Доминго Перурена                |
| 15     | 7 май  | Хака – Ирахе                    | горный                  | 160        | Агустин Тамамес   | Доминго Перурена                |
| 16     | 8 май  | Ирахе – Уркиола                 | горный                  | 150        | Агустин Тамамес   | Доминго Перурена                |
| 17     | 9 май  | Дуранго – Бильбао               | горный                  | 123        | Дональд Аллан     | Доминго Перурена                |
| 18     | 10 май | Бильбао – Миранда-де-Эбро       | среднегорный            | 186        | Хенни Кёйпер      | Доминго Перурена                |
| 19a    | 11 май | Миранда-де-Эбро – Беасайн       | среднегорный            | 110        | Жюльен Стивенс    | Доминго Перурена                |
| 19b    | 11 май | Сан-Себастьян – Сан-Себастьян   | индивидуальная разделка | 31,7       | Хесус Мансанеке   | Агустин Тамамес                 |

## Ход гонки
Пролог выиграл Роже Свертс, повторив начало Вуэльты Испании 1974 года.
В финишном спринте второго этапа побеждает Мигель Мария Ласа, и он начинает лидировать в генеральной классификации.
Окончание третьего этапа также решалось в спринте, где Агустин Тамамес и Доминго Перурена были настолько одинаково близки к победе, что судьям пришлось прибегнуть к фотофинишу. Падение Хосе Мануэля Фуэнте привело его к отставанию от Луиса Оканьи на 31 секунду.
На четвёртом этапе свою первую победу на этапе одерживает Марино Бассо, а бельгиец Эдди Пеелман совершает падение и ломает ключицу.
Дальнейшее развитие гонки оценивается как скучное, Мигель Мария Ласа выигрывает 6 этапов, спринты следуют друг за другом, и впервые этап на Майорке не вызывает эмоций.
Ласа, долгое время удерживая лидерство, неожиданно теряет его на 13 этапе. Жуан Мануэль Сантистебан за 100 километров до финиша уходит в отрыв, а компанию ему составили Доминго Перурена, Сантьяго Ласкано и Хосе Гомес Лукас. Отрыв от пелотона начал набирать сначала секунды, а потом и минуты. Гонщики португальской команды пытались догнать беглецов, но тщетно. На финише отрыв составил 5 минут и лидерство в генеральной классификации перехватывает Перурена.
Четырнадцатый этап омрачён началом конца одного из фаворитов гонки — Хосе Мануэля Фуэнте. На перевале дня гонщик потерял 9 минут, а причиной отставания стала выявленная позже почечная недостаточность. Через несколько дней спортсмен сойдет с гонки, а позже завершит карьеру. Этап выиграл Агустин Тамамес, но лидером по прежнему оставался Доминго Перурена.
На пятнадцатом этапе Тамамес одерживает следующую победу, заехав первым на Ираче.
В начале шестнадцатого этапа Антонио Менендес, Хосе Песарродона, Андрес Олива (Kas) и Хосе Луис Вьехо с Педро Торресом (Super Ser) пошли в отрыв и задали темп гонке. Ближе к Уркиоле победитель Вуэльты’70 — Луис Оканья — идёт в атаку, Считалось, что шестнадцатый этап возьмёт именно он. Но сил у него не хватило, и Оканья пропускает вперёд Тамамеса, который стремительно забрался на вершину, опередив прибывшего вторым Ласу на 19 секунд.
К началу второго подэтапа 19 этапа гонки лидер генеральной классификации Доминго Перурена приехал с преимуществом в 1 минуту 19 секунд. Для горняка это преимущество считается практически непреодолимым, но Тамамес выдал невероятный темп, и к финишу имел запас в 14 секунд. Подэтап выигрывает Хесус Мансанеке, но Агустин Тамамес становится первым в Вуэльте Испании 1975 года.

## Лидеры классификаций
| Этап   |                         | Победитель _      | Генеральная классификация _ |
| ------ | ----------------------- | ----------------- | --------------------------- |
| Пролог | пролог                  | Роже Свертс       | Роже Свертс                 |
| 1      | холмистый               | Вильфрид Весемель | Роже Свертс                 |
| 2      | холмистый               | Мигель Мария Ласа | Мигель Мария Ласа           |
| 3      | холмистый               | Агустин Тамамес   | Мигель Мария Ласа           |
| 4      | холмистый               | Марино Бассо      | Мигель Мария Ласа           |
| 5      | холмистый               | Люк Леман         | Мигель Мария Ласа           |
| 6      | холмистый               | Марино Бассо      | Мигель Мария Ласа           |
| 7      | индивидуальная разделка | Мигель Мария Ласа | Мигель Мария Ласа           |
| 8      | холмистый               | Марино Бассо      | Мигель Мария Ласа           |
| 9      | холмистый               | Марино Бассо      | Мигель Мария Ласа           |
| 10     | холмистый               | Марино Бассо      | Мигель Мария Ласа           |
| 11a    | холмистый               | Антонио Менендес  | Мигель Мария Ласа           |
| 11b    | индивидуальная разделка | Марино Бассо      | Мигель Мария Ласа           |
| 12     | холмистый               | Агустин Тамамес   | Мигель Мария Ласа           |
| 13     | холмистый               | Доминго Перурена  | Доминго Перурена            |
| 14     | среднегорный            | Агустин Тамамес   | Доминго Перурена            |
| 15     | горный                  | Агустин Тамамес   | Доминго Перурена            |
| 16     | горный                  | Агустин Тамамес   | Доминго Перурена            |
| 17     | горный                  | Дональд Аллан     | Доминго Перурена            |
| 18     | среднегорный            | Хенни Кёйпер      | Доминго Перурена            |
| 19a    | среднегорный            | Жюльен Стивенс    | Доминго Перурена            |
| 19b    | индивидуальная разделка | Хесус Мансанеке   | Агустин Тамамес             |
| Итог   | Итог                    |                   | Агустин Тамамес             |

## Итоговые классификации
| \| Генеральная классификация \| Генеральная классификация \| Генеральная классификация \| Генеральная классификация \| Генеральная классификация \| \| Гонщик \| Гонщик \| Команда \| Время \| \| \| ------------------------- \| ------------------------- \| ------------------------- \| ------------------------- \| ------------------------- \| \| 1-й \| Агустин Тамамес \| Super Ser \| 88ч 00' 56 \| \| \| 2-й \| Доминго Перурена \| Kas-Kaskol \| + 14 \| \| \| 3-й \| Мигель Мария Ласа \| Kas-Kaskol \| + 34 \| \| \| 4-й \| Луис Оканья \| Super Ser \| + 1' 34 \| \| \| 5-й \| Хенни Кёйпер \| Frisol-G.B.C. \| + 2' 29 \| \| \| 6-й \| Фернанду Мендиш \| S.L. Benfica \| + 5' 50 \| \| \| 7-й \| Джузеппе Перлетто \| Magniflex \| + 5' 55 \| \| \| 8-й \| Жозе Мартинш \| Coelima \| + 6' 53 \| \| \| 9-й \| Сантьяго Ласкано \| Super Ser \| + 7' 26 \| \| \| 10-й \| Хесус Мансанеке \| Monteverde-Sanson \| + 7' 57 \| \| |                   |                   |            |
| |                   |                   |            |
| Источник: ProCyclingStats |                   |                   |            |
| Генеральная классификация |                   |                   |            |
| Гонщик | Гонщик            | Команда           | Время      |
| 1-й | Агустин Тамамес   | Super Ser         | 88ч 00' 56 |
| 2-й | Доминго Перурена  | Kas-Kaskol        | + 14       |
| 3-й | Мигель Мария Ласа | Kas-Kaskol        | + 34       |
| 4-й | Луис Оканья       | Super Ser         | + 1' 34    |
| 5-й | Хенни Кёйпер      | Frisol-G.B.C.     | + 2' 29    |
| 6-й | Фернанду Мендиш   | S.L. Benfica      | + 5' 50    |
| 7-й | Джузеппе Перлетто | Magniflex         | + 5' 55    |
| 8-й | Жозе Мартинш      | Coelima           | + 6' 53    |
| 9-й | Сантьяго Ласкано  | Super Ser         | + 7' 26    |
| 10-й | Хесус Мансанеке   | Monteverde-Sanson | + 7' 57    |

| Очковая классификация | Очковая классификация | Очковая классификация | Очковая классификация | Очковая классификация |
| Гонщик                | Гонщик                | Команда               | Очки                  |                       |
| --------------------- | --------------------- | --------------------- | --------------------- | --------------------- |
| 1-й                   | Мигель Мария Ласа     | Kas-Kaskol            | 249 очков             |                       |
| 2-й                   | Агустин Тамамес       | Super Ser             | 188 очков             |                       |
| 3-й                   | Доминго Перурена      | Kas-Kaskol            | 160 очков             |                       |

| Очковая классификация | Очковая классификация | Очковая классификация | Очковая классификация | Очковая классификация |
| Гонщик                | Гонщик                | Команда               | Очки                  |                       |
| --------------------- | --------------------- | --------------------- | --------------------- | --------------------- |
| 1-й                   | Мигель Мария Ласа     | Kas-Kaskol            | 249 очков             |                       |
| 2-й                   | Агустин Тамамес       | Super Ser             | 188 очков             |                       |
| 3-й                   | Доминго Перурена      | Kas-Kaskol            | 160 очков             |                       |

| Горная классификация | Горная классификация | Горная классификация | Горная классификация | Горная классификация |
| Гонщик               | Гонщик               | Команда              | Очки                 |                      |
| -------------------- | -------------------- | -------------------- | -------------------- | -------------------- |
| 1-й                  | Андрес Олива         | Kas-Kaskol           | 117 очков            |                      |
| 2-й                  | Педро Торрес         | Super Ser            | 112 очков            |                      |
| 3-й                  | Луис Оканья          | Super Ser            | 60 очков             |                      |

| Горная классификация | Горная классификация | Горная классификация | Горная классификация | Горная классификация |
| Гонщик               | Гонщик               | Команда              | Очки                 |                      |
| -------------------- | -------------------- | -------------------- | -------------------- | -------------------- |
| 1-й                  | Андрес Олива         | Kas-Kaskol           | 117 очков            |                      |
| 2-й                  | Педро Торрес         | Super Ser            | 112 очков            |                      |
| 3-й                  | Луис Оканья          | Super Ser            | 60 очков             |                      |

| Спринтерская классификация | Спринтерская классификация | Спринтерская классификация | Спринтерская классификация | Спринтерская классификация |
| Гонщик                     | Гонщик                     | Команда                    | Очки                       |                            |
| -------------------------- | -------------------------- | -------------------------- | -------------------------- | -------------------------- |
| 1-й                        | Фернанду Мендиш            | S.L. Benfica               | 32 очков                   |                            |

| Спринтерская классификация | Спринтерская классификация | Спринтерская классификация | Спринтерская классификация | Спринтерская классификация |
| Гонщик                     | Гонщик                     | Команда                    | Очки                       |                            |
| -------------------------- | -------------------------- | -------------------------- | -------------------------- | -------------------------- |
| 1-й                        | Фернанду Мендиш            | S.L. Benfica               | 32 очков                   |                            |

| Командная классификация по времени | Командная классификация по времени | Командная классификация по времени | Командная классификация по времени |
| Команда                            | Команда                            | Время                              |                                    |
| ---------------------------------- | ---------------------------------- | ---------------------------------- | ---------------------------------- |
| 1-й                                | Kas-Kaskol                         | 261ч 46' 39                        |                                    |

| Командная классификация по времени | Командная классификация по времени | Командная классификация по времени | Командная классификация по времени |
| Команда                            | Команда                            | Время                              |                                    |
| ---------------------------------- | ---------------------------------- | ---------------------------------- | ---------------------------------- |
| 1-й                                | Kas-Kaskol                         | 261ч 46' 39                        |                                    |